# Overflakkee
Overflakkee forme la plus grande partie de l'île de Goeree-Overflakkee aux Pays-Bas. Autrefois, les îles Goeree, également appelée Westvoorn et Overflakkee étaient deux îles séparée. En 1751, une digue de 5 km, appelée le Statendam a été construite.
Overflakkee, tout comme l'île entière de Goeree-Overflakkee, est souvent appelé simplement Flakkee. Le Haringvliet s'est appelé Flakkee jusqu'au XIXe siècle, d'où le nom de l'île. Souvent on pense que cette île fait partie de la Zélande, en réalité elle fait partie de la Hollande-Méridionale, bien que sa culture et son dialecte sont zélandais.
Aujourd'hui encore les habitants parlent un dialecte propre. Longtemps Overerflakkee avait une communauté fermée, mais à la fin du XXe siècle des barrages et des ponts ont été construits. Les habitants des villes se déplacent beaucoup plus qu'avant, mais les campagnes restent paisibles et semblent moins touchées par la modernité.

## Référence
- (nl) Cet article est partiellement ou en totalité issu de l’article de Wikipédia en néerlandais intitulé « Overflakkee » (voir la liste des auteurs).